# Свято-Воскресенський собор (Іллінці)
Свято-Воскресенський собор (Іллінці) — храм Тульчинської єпархії Української Православної церкви (УПЦ МП) у місті Іллінці Вінницької області; релігійний осередок міста, одна з його домінант і візитівок; пам'ятка архітектури місцевого значення.
Розташований у середмісті за адресою: вулиця Соборна, буд. 11.

## З історії храму
Збудований у 1897 році як благодійний подарунок місту від тогочасної власниці іллінецького маєтку — княгині Олени Демидової Сан-Донато. 
За радянських часів був перетворений на клуб і краєзнавчий музей. 
Повернення культової споруди іллінецькій православній громаді розпочалось у 1990 році, основні відновлювальні роботи припали на початок 1990-х.
Нині (середина 2020-го) дійючий храм УПЦ МП.